# Bass Harbor Head Light
Bass Harbor Head Light ist ein Leuchtturm in Bass Harbor auf Mount Desert Island im Hancock County, Maine, USA.
Der zylindrische Ziegelturm wurde 1858 erbaut und ist 32 Fuß, etwa 9,75 Meter, hoch. Er steht auf einer ungefähr 7,25 Meter hohen Granit-Klippe, dadurch befindet sich sein Leuchtfeuer in einer Höhe von 56 Fuß, ungefähr 17 Metern, über der Wasserlinie.
Am 1. September 1858 nahm der Turm seinen Dienst auf. Er verfügte damals über eine Fresnel-Linse V. Ordnung und einer kontinuierlich rotes Licht aussendende Laterne (Kennung F. R).
Erst im Jahr 1974 erfolgte die Umstellung auf automatischen Betrieb.
1902 wurde die Fresnel-Linse V. Ordnung gegen eine Linse IV. Ordnung, hergestellt von Henry-Lepaute in Paris, getauscht.
Seine Kennung heutzutage ist Ubr. R 4s.
Einige in den Folgejahren errichtete Nebengebäude, wie ein Glockenturm für die als Nebelsignal dienende Glocke, wurden wieder abgerissen und verleihen dem Komplex sein koloniales Aussehen.
Das Haus des Leuchtturmwärters wird heute noch von Angehörigen der U.S. Coast Guard bewohnt.
Aufgrund seiner Lage oberhalb der Granitklippen des Bass Harbor Head ist er eines der meistfotografierten Gebäude in Neuengland.
Das Bass Harbor Head Light ist Teil des Acadia National Park und wurde am 21. Januar 1988 als Historic District in das National Register of Historic Places aufgenommen.